# Olidiana pectiniformis
Olidiana pectiniformis är en insektsart som beskrevs av Zhang 1994. Olidiana pectiniformis ingår i släktet Olidiana och familjen dvärgstritar. Inga underarter finns listade i Catalogue of Life.